# 扇大橋出入口

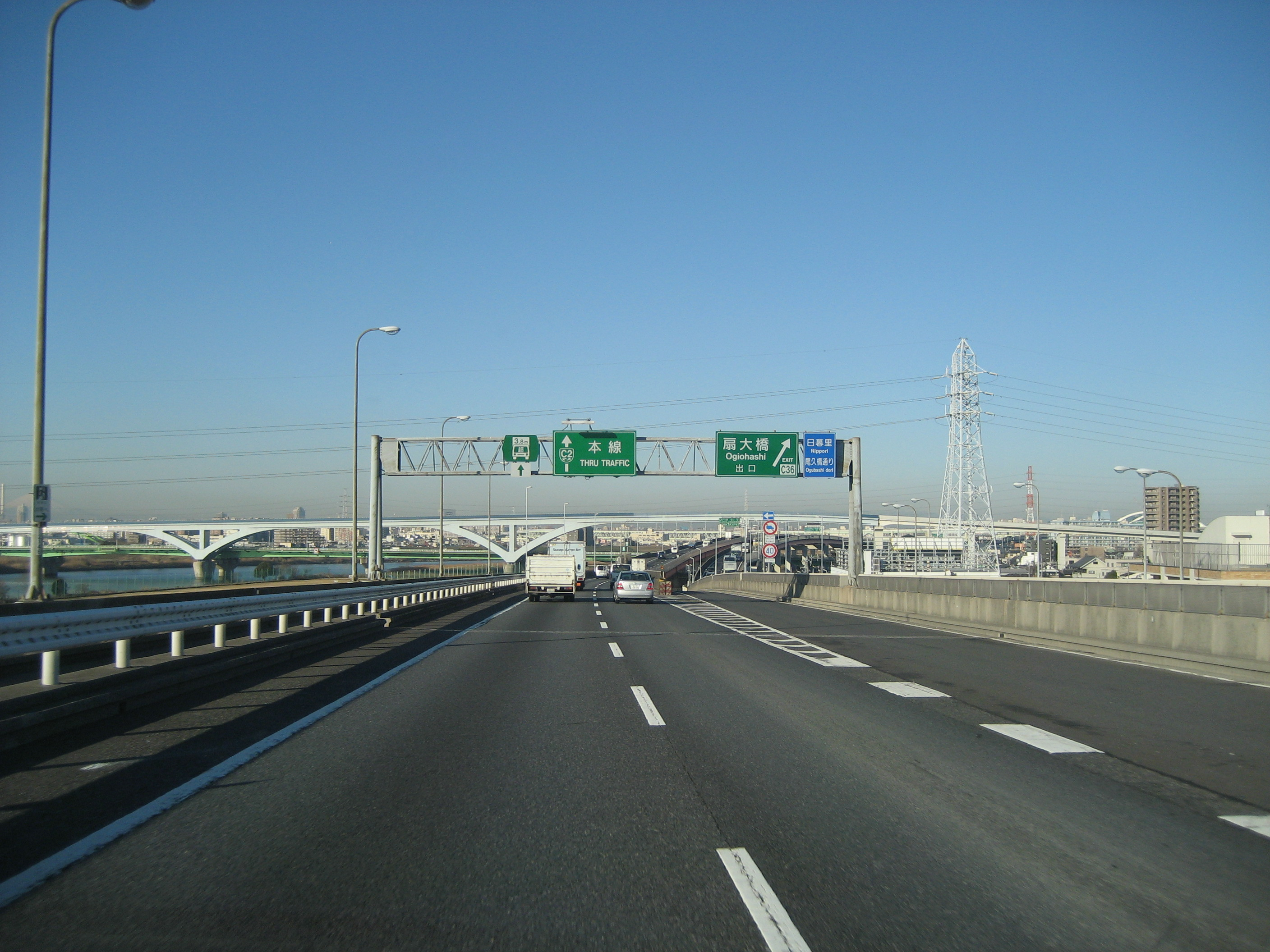
内回り出口付近

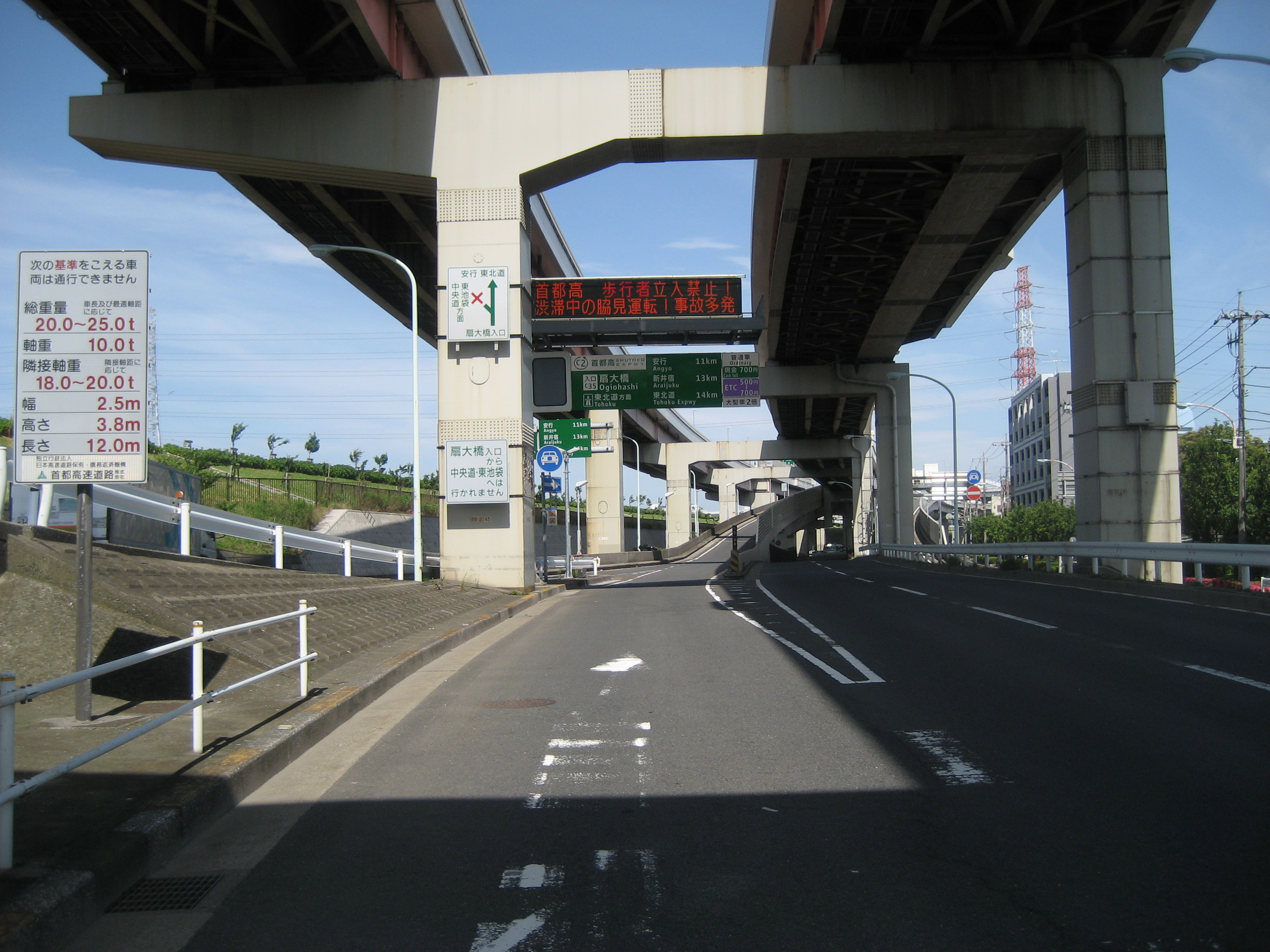
都道450号線側入口

扇大橋出入口（おうぎおおはしでいりぐち）は、東京都足立区扇にある、首都高速中央環状線のインターチェンジ。内外回り双方の出口・入口とも設置されているフルICだが、内回りの出入口については車線変更禁止区間の関係で江北JCTで板橋JCT方面とは連絡していない（詳細は#特記事項）。
荒川に架かる扇大橋の近くにある。なお、かつて首都高ドライバーズサイトにおける本出入口の読みが「おおぎおおはし」となっていたことがあるが、その後「おうぎおおはし」に訂正されている。
2025年（令和7年）8月2日より内回り・外回りともに入口料金所がETC専用になっている。

## 連絡している一般道路
- 東京都道450号新荒川葛西堤防線
- 東京都道58号台東川口線（尾久橋通り）

## 周辺
- 浄土宗 木余り 性翁寺
- 性翁寺「木余堂会館」（貸斎場、家族葬）
- 扇大橋駅
- 荒川

## 隣
首都高速中央環状線
(C34)王子北出入口 - 江北JCT - (C35,C36)扇大橋出入口 - (C37,C38)千住新橋出入口

## 特記事項
中央環状線江北JCTと近接していて車線変更禁止区間にかかるため、当出入口から江北JCTを経由しての中央環状線王子方面との行き来はできない。江北JCT方面の入口付近に、「東北道方面」「中央環状線王子方面には行けません。」「扇大橋入口から中央道・東池袋へは行かれません」という標識が出ており、中央環状線王子方面へ乗り入れたい場合は江北JCTの先にある王子南出入口の利用が案内されている。また、中央環状線外回りの江北JCT・川口線分岐の直前にも「扇大橋出口からは出られません」という注意標識が立っている。